# Chudów (gmina)

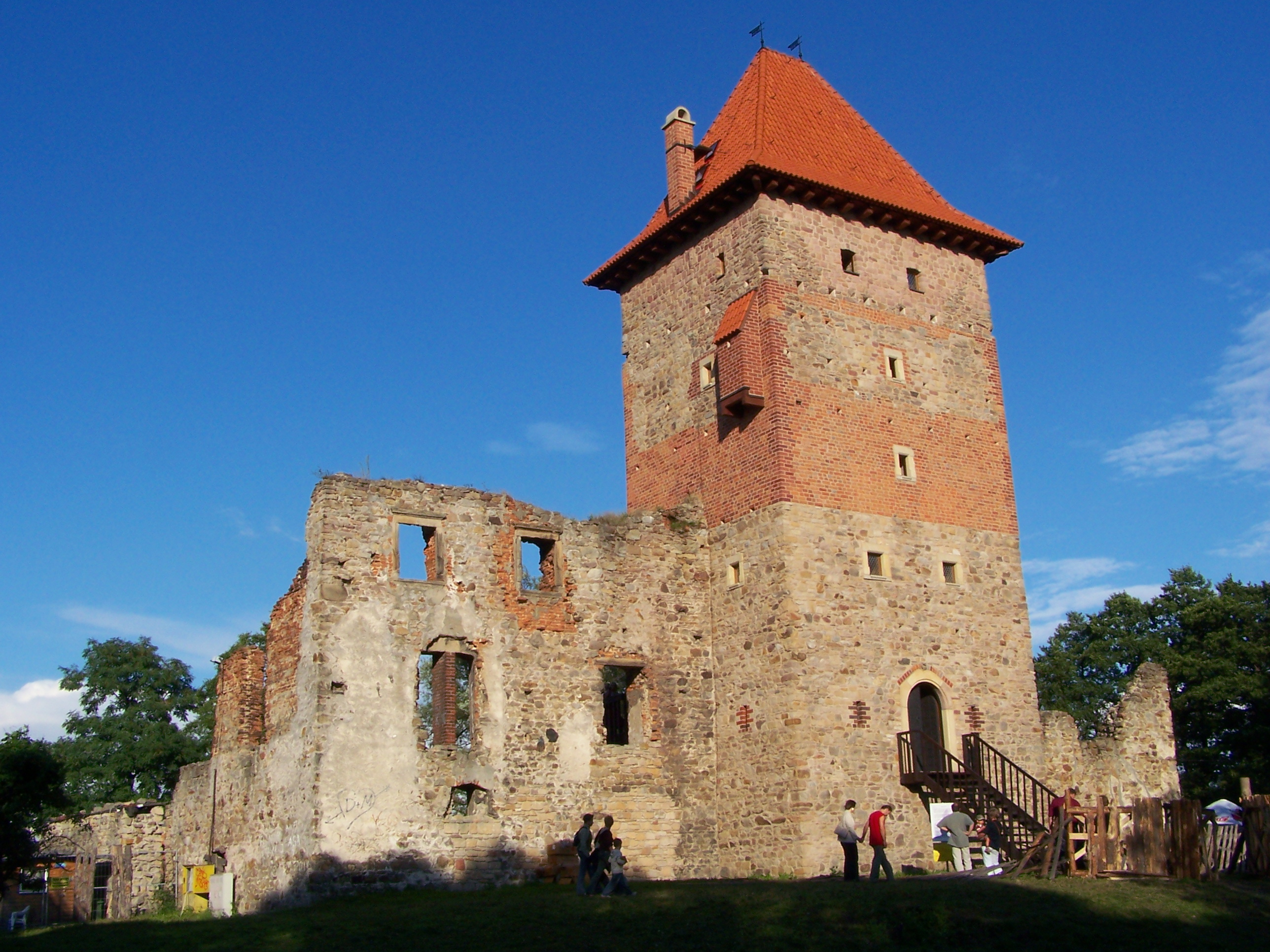
Ruiny zamku w Chudowie

Chudów – dawna gmina wiejska istniejąca w latach 1945–1954 w woj. śląskim, katowickim i stalinogrodzkim (dzisiejsze woj. śląskie). Siedzibą władz gminy był Chudów.
Gmina zbiorowa Chudów powstała w grudniu 1945 w powiecie rybnickim w woj. śląskim (śląsko-dąbrowskim). Według stanu z 1 stycznia 1946 gmina składała się z 5 gromad: Chudów, Bujaków, Gierałtowice, Paniówki i Przyszowice. 6 lipca 1950 roku zmieniono nazwę woj. śląskiego na katowickie, a 9 marca 1953 kolejno na woj. stalinogrodzkie.
Według stanu z 1 lipca 1952 gmina składała się w dalszym ciągu z 5 gromad (bez zmian). Gmina została zniesiona 29 września 1954 wraz z reformą wprowadzającą gromady w miejsce gmin. Jednostki nie przywrócono 1 stycznia 1973 wraz z kolejną reformą reaktywującą gminy, utworzono natomiast gminę Przyszowice, obejmującą część jej dawnego obszaru (zniesioną w 1977 roku i włączoną do nowej gminy Gierałtowice). Obecnie teren dawnej gminy Chudów jest częścią gminy Gierałtowice w woj. śląskim (poza Bujakowem, będącym sołectwem gminy miejskiej Mikołów).